# ماريو لونا
ماريو لونا (بالإسبانية: Mario Luna Sarmiento) هو لاعب كرة قدم أرجنتيني، ولد في 19 أكتوبر 1958 في قرطبة في الأرجنتين. لعب مع إستوديانتيس دي لا بلاتا.